# Schalkenburg
Die Schalkenburg bei Quenstedt im Landkreis Mansfeld-Südharz in Sachsen-Anhalt ist ein mehrperiodiger archäologischer Fundplatz mit einer nahezu vollständig archäologisch untersuchten Innenfläche. In diesem Areal wurde eine neolithische Kreisgrabenanlage, eine Siedlung der Bernburger Kultur, sowie eine spätbronze- bis ältereisenzeitliche und eine späthallstattzeitliche Höhensiedlung bzw. Burganlage ausgegraben.

## Geographische Lage
Der Geländesporn mit der Bezeichnung Schalkenburg liegt im nordöstlichen Harzvorland etwa 1 km südwestlich vom Quenstedter Ortskern und erhebt sich 214,6 m ü. NN. Der Geländesporn Schalkenburg ist in die Landschaft des Vorharzes eingebettet. Umgeben von einer Auelehmebene, die von dem aus dem Südosten kommenden Eine-Zufluss Hengstbach durchflossen wird, hebt sich der Sporn mit Steilhängen im Osten, Süden und Westen deutlich vom Bachlauf ab. Nach Norden wird das spärlich von Bäumen bestandene Plateau durch eine 2 m starke Geländekante von der anschließenden Hochfläche begrenzt. In diesem Bereich verläuft der spätbronze- bis früheisenzeitliche Wall, bei dem es sich um die Ruine von mindestens zwei Befestigungsmauern handelt.

## Geschichte und Beschreibung
Das Landesmuseum für Vorgeschichte in Halle/Saale führte unter Leitung von Hermann Behrens und Erhard Schröter von 1967 bis 1986 auf der Schalkenburg eine archäologische Forschungsgrabung durch. Die nahezu vollständige Ausgrabung des Geländespornes erbrachte den ersten Nachweis einer neolithischen Kreisgrabenanlage vor Einführung der luftbildarchäologischen Prospektion auf dem Gebiet der ehemaligen DDR. Die Anlage wurde der Stichbandkeramik-Kultur zugeordnet. Auf dem Sporn lagen parallel zueinander fünf leicht ovale Pfostenringe mit drei Torgassen. Die Ringe haben Abstände von etwa 5,5 bis 6 m. Der Innenring misst 35 mal 44 m, während die größte Abmessung des Außenringes 95 m beträgt. Am 4. Ring (von innen gezählt) finden sich zwei apsidenartige Anbauten. Die Toröffnungen werden, wie bei anderen vergleichbaren Anlagen auch, als astronomische Visur-Hilfsmittel interpretiert. Das Rondell wird von den Ausgräbern als Kultbau gedeutet.
Neolithische Gräbergruppen der Baalberger Kultur und der Schnurkeramik wurden nachgewiesen.
Zahlreiche Siedlungsgruben und Hausgrundrisse weisen darauf hin, dass der Bergsporn während der Bernburger Kultur dicht besiedelt war. In der frühen Bronzezeit (Aunjetitzer Kultur) wurde eine kleine Gräbergruppe mit reicher Ausstattung angelegt. Einzelne Funde dieser Epoche fanden sich in jüngeren Befunden. Um einen Siedlungsplatz in Form einer Höhensiedlung handelte es sich während der frühen Bronzezeit nicht. Umfangreiche Baumaßnahmen und eine dichte Besiedlungsintensität kann erst wieder für die späte Bronzezeit/frühen Eisenzeit nachgewiesen werden. Eine Höhensiedlung mit einer Besiedlungsdauer von mindestens 300 Jahren und zwei Befestigungsphasen, während der ausgehenden Bronzezeit, sowie während der späten Hallstattzeit  ließen sich feststellen. Es fanden sich zahlreiche Siedlungsgruben, Hausgrundrisse, Herdstellen, zwei Hortfunde mit zahlreichen Schmuckbronzen, sowie eine Keramikdeponierung und zahlreiche weitere Funde.